# Apostolische Delegation von Jerusalem und Palästina
Die Apostolische Delegation von Jerusalem und Palästina ist eine Einrichtung des Heiligen Stuhls mit Sitz in Jerusalem.

## Überblick
Am 11. Februar 1948 errichtete Papst Pius XII. mit dem Schriftsatz «Supremi Pastoris» die Apostolische Delegation für Palästina, Transjordanien und Zypern. Aufgabe dieser Vertreter des Pontifikats besteht darin, die Verbindungen zwischen dem Papst und den Bischöfen der Ortskirche zu stärken und effizienter zu gestalten.
Am 13. Februar 1973 errichtete Papst Paul VI. die Apostolische Nuntiatur in Zypern und übertrug sie dem Apostolischen Delegaten in Palästina (wie es auch heute noch der Fall ist). Nach dem grundsätzlichen Abkommen des Heiligen Stuhls mit Israel gemäß dem Grundabkommens zwischen dem Heiligen Stuhl und dem Staat Israel vom  30. Dezember 1993 nahm der Heilige Stuhl bilaterale diplomatische Beziehungen zu den Ländern der Region auf: Papst Johannes Paul II. errichtete am 6. April 1994 die Apostolische Nuntiatur in Jordanien als autonome Vertretung allein für das Gebiet Transjordaniens und übertrug sie dem Nuntius im Irak, und am darauf folgenden 15. Juni die Apostolische Nuntiatur in Israel, indem er den Delegaten in Palästina zum Nuntius ernannte. Daher umfasst die Apostolische Delegation in Jerusalem und Palästina derzeit nur die Gebiete Jerusalem, Westjordanland und Gazastreifen.
Der Sitz des Apostolischen Delegierten ist in Jerusalem in der Nähe des Ölbergs.

### Apostolische Delegate von Jerusalem und Palästina
- Gustavo Testa (11. Februar 1948 – 6. März 1953)
- Silvio Angelo Pio Oddi (30. Juli 1953 – 11. Januar 1957)
- Giuseppe Maria Sensi (12. Januar 1957 – 10. Mai 1962)
- Lino Zanini (30. Mai 1962 – 4. Januar 1966)
- Augustin-Joseph Sépinski, OFM (2. Oktober 1965 – 5. Mai 1969)
- Pio Laghi (24. Mai 1969 – 28. Mai 1973)
- William Aquin Carew (10. Mai 1974 – 30. August 1983)
- Carlo Curis (4. Februar 1984 – 28. März 1990)
- Andrea Cordero Lanza di Montezemolo (28. April 1990 – 19. Januar 1994)

### Nuntius nach Israel
Seit 1994 hat der Nuntius in Israel gleichzeitig die Titel Nuntius in Zypern und Apostolischer Delegat von Jerusalem und Palästina inne, der für die Beziehung zur örtlichen Kirche in Palästina verantwortlich ist.
- Andrea Cordero Lanza di Montezemolo (19. Januar 1994 – 7. März 1998)
- Pietro Sambi (6. Juni 1998 – 17. Dezember 2005)
- Antonio Franco (21. Januar 2006 – 18. August 2012)
- Giuseppe Lazzarotto (18. August 2012 – 28. August 2017)
- Leopoldo Girelli (13. September 2017 – 13. März 2021)
- Adolfo Tito Yllana, seit 2021[3]